# فيارني مارك أنتونسون
فيارني مارك أنتونسون هو لاعب كرة قدم آيسلندي في مركز الوسط، ولد في 27 ديسمبر 1995 في آيسلندا. لعب مع نادي براغي.

## وصلات خارجية
- فيارني مارك أنتونسون على موقع اتحاد النرويج (النرويجية)
- فيارني مارك أنتونسون على موقع اتحاد السويد (السويدية)
- فيارني مارك أنتونسون على موقع قاعدة بيانات كرة القدم.إي يو (الإنجليزية)
- فيارني مارك أنتونسون على موقع ناشيونال فوتبول تيمز (الإنجليزية)
- فيارني مارك أنتونسون على موقع Soccerway.com (الإنجليزية)